# Sascha Borysenko
Sascha Borysenko (* 26. September  oder 27. September 1944 in der Nähe von Dresden) ist ein Bodybuilder, Stuntman, Schauspieler und Betreiber einer Stuntschule.

## Leben
Borysenko wurde mit dem Vornamen Georg als Kind zweier Zwangsarbeiter geboren und erhielt deshalb auch nach Ende der NS-Herrschaft keine Staatsangehörigkeit. Er stammt ursprünglich aus Russland. Seine Muttersprache ist aber deutsch. Seit 1951 lebt Borysenko in Ingolstadt. Dort lernte er den Beruf des Dekorateurs. Borysenko machte Karriere als Profi-Wrestler und erreichte eigenen Angaben zufolge den Titel des Europameisters. Auch als Bodybuilder war Borysenko erfolgreich, so nahm er am „Mr. Apollo“-Wettkampf teil und wurde bayerischer Meister. 1971 eröffnete er Deutschlands erste Stuntschule, die er bis 2011 betrieb. Er betrieb zudem ein Fitnessstudio. Anfang der siebziger Jahre stieg Borysenko ins Filmgeschäft ein, zunächst als Statist und Double, dann in Nebenrollen. Im Fernsehen trat er etwa in Derrick, Der Alte, Ein Fall für zwei und Hecht & Haie auf. Auch in Kinofilmen spielte er mit, beispielsweise 1981 in Die Todesgöttin des Liebescamps. Pina Bausch engagierte ihn zusammen mit seiner Stunttruppe 1983 für ihr Tanztheaterstück „Nelken“.

## Kinofilme
- 1978: Zwei Däninnen in Lederhosen
- 1981: Die Todesgöttin des Liebescamps
- 1982: Die unglaublichen Abenteuer des Guru Jakob
- 1986: Die Schokoladen-Schnüffler